# RNF31
La proteína RING finger 31 es una proteína que en humanos está codificada por el gen RNF31.
La proteína codificada por este gen contiene un dedo anular, un motivo presente en una variedad de proteínas funcionalmente distintas y que se sabe que está involucrado en interacciones proteína-ADN y proteína-proteína.